# تشارلي كريد-مايلز
تشارلي كريد-مايلز (بالإنجليزية: Charlie Creed-Miles)‏ (و. 1972  م) هو كاتب سيناريو، ومنتج أفلام، وموسيقي، وممثل أفلام بريطاني، ولد في نوتنغهام.

## وصلات خارجية
- تشارلي كريد-مايلز على موقع IMDb (الإنجليزية)
- تشارلي كريد-مايلز على موقع ألو سيني (الفرنسية)
- تشارلي كريد-مايلز على موقع أول موفي (الإنجليزية)
- تشارلي كريد-مايلز على موقع قاعدة بيانات الأفلام السويدية (السويدية)
- تشارلي كريد-مايلز على موقع ديسكوغز (الإنجليزية)
- تشارلي كريد-مايلز على موقع قاعدة بيانات الفيلم (الإنجليزية)
- تشارلي كريد-مايلز على موقع كينوبويسك (الروسية)